# Characters
Characters è un album di Stevie Wonder, pubblicato dalla Motown nel 1987.

## Tracce
Tutti i brani sono di Stevie Wonder, eccetto dove indicato.
1. You Will Know – 5:00
2. Dark 'N' Lovely – 4:39 (Gary Byrd, Wonder)
3. In Your Corner – 4:30
4. With Each Beat of My Heart – 5:28
5. One of a Kind – 5:10
6. Skeletons – 5:24
7. Get It (feat. Michael Jackson) – 4:31
8. Galaxy Paradise – 3:52
9. Cryin' Through the Night – 5:48
10. Free – 4:12
11. Come Let Me Make Your Love Come Down (feat. B.B. King & Stevie Ray Vaughan) – 5:20
12. My Eyes Don't Cry – 7:05

## Formazione
- Stevie Wonder – sintetizzatore (tracce 1–4, 6–7, 9, 11), sintetizzatore di basso (1, 9), sintetizzatore fiati ottoni (12), piano (9–10), tastiere (incluso clavicembalo – 10), arpa  (tutte le tracce), voce di supporto (tracce 1–2, 4, 7), basso (tracce 2, 7–8, 11–12), batteria (1–2, 4–9), percussioni (1–2, 4, 6–7), archi (1), campane (1), drum machine (3), armonica (5)
- Michael Jackson – voce (traccia 7)
- Stevie Ray Vaughan – chitarra (traccia 11)
- B.B. King – chitarra (traccia 11)
- Mary Lee Evans - voce di supporto (7, 9)
- Ben Bridges - chitarra elettrica (traccia 7)
- Gary Olazabal – ingegnere, produttore associato, mixing, programmatore delle tastiere (in tutte le tracce)

## Classifiche
| Classifica (1987) | Posizione massima |
| ----------------- | ----------------- |
| Australia         | 23                |
| Austria           | 21                |
| Canada            | 31                |
| Francia           | 35                |
| Germania          | 55                |
| Giappone          | 13                |
| Italia            | 5                 |
| Paesi Bassi       | 53                |
| Regno Unito       | 33                |
| Stati Uniti       | 17                |
| Stati Uniti (R&B) | 1                 |
| Svezia            | 16                |
| Svizzera          | 23                |